# Hermann Langer (Landrat)
Hermann Langer (* 24. März 1867 in Langensalza; † im 20. Jahrhundert) war ein deutscher Dekorateur und Landrat.

## Leben
Nach seiner Schulausbildung mit anschließendem Besuch einer Volkshochschule absolvierte Hermann Langer eine Lehre als Dekorateur und übernahm eine neugegründete Konsumgenossenschaft in Hof, deren Leiter er wurde. Von 1916 bis 1921 leitete er die Konsumgenossenschaft Kassel.
Langer übernahm zahlreiche Ehrenämter in der SPD und in Gewerkschaften und war als Geschäftsführer für den Betrieb des Konsum- und Sparvereins Kassel und Umgebung verantwortlich.
Im Februar 1921 wurde ihm die kommissarische Verwaltung des Landratsamtes Eschwege übertragen. Die definitive Ernennung zum Landrat folgte am 27. September 1921. Er blieb bis zu der Niederlegung seiner Dienstgeschäfte am 18. Februar 1932 in seinem Amt. Sein Nachfolger wurde Hans Otto Glahn.
Nach dem Eintritt in den Ruhestand zum 1. April 1932 wurden ihm im Oktober 1933 die Rechte als Ruhestandsbeamter entzogen.